# Argentinsk fingerhirs
Argentinsk fingerhirs (Digitaria aequiglumis) är en gräsart som först beskrevs av Eduard Hackel och José Arechavaleta, och fick sitt nu gällande namn av Parodi. Argentinsk fingerhirs ingår i släktet fingerhirser, och familjen gräs. Inga underarter finns listade i Catalogue of Life.